# Philoxenos (Architekt)

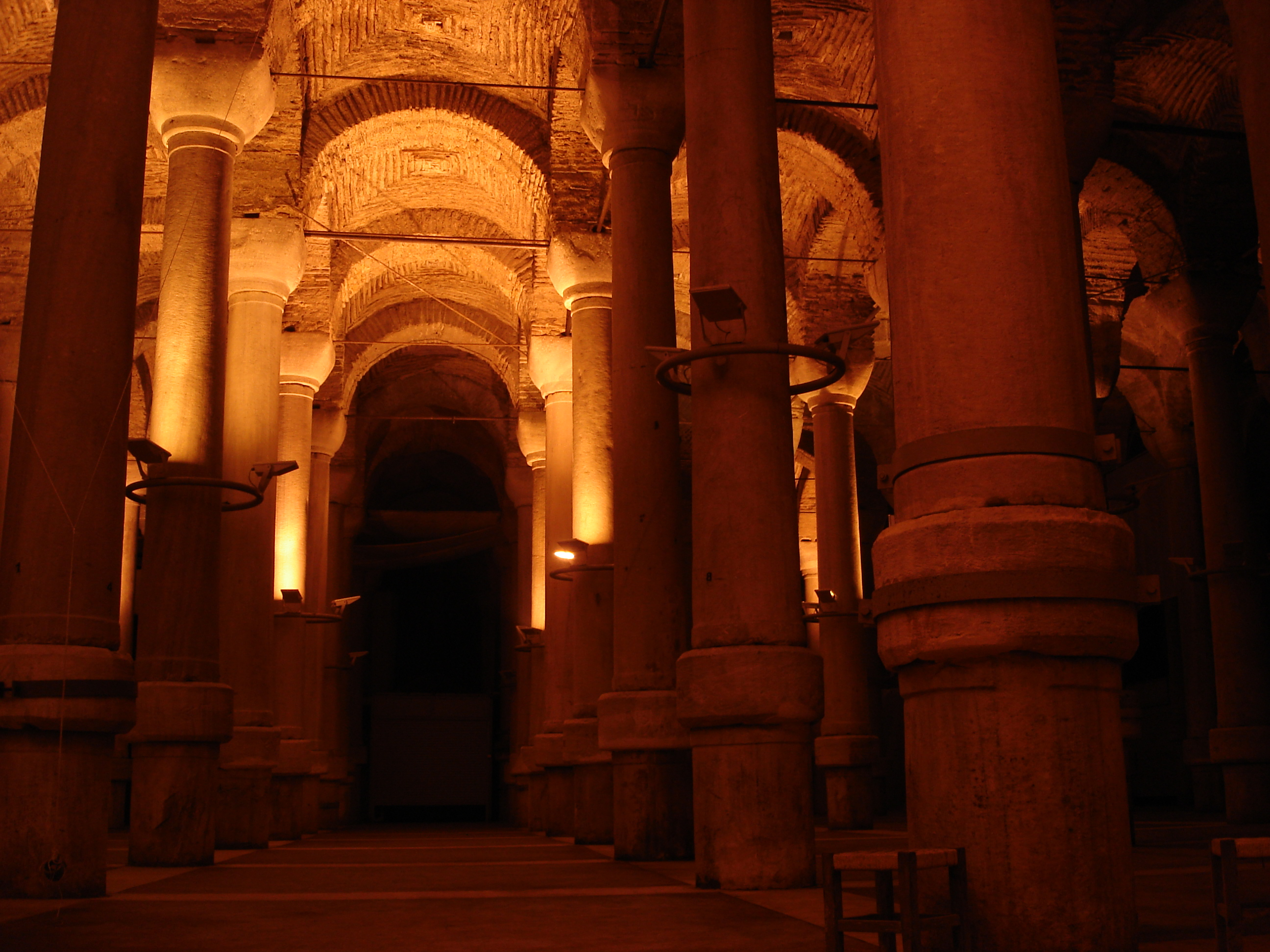
Zisterne des Philoxenos

Philoxenos (altgriechisch Φιλόξενος) war ein griechischer Architekt, der in der ersten Hälfte des 4. Jahrhunderts in Konstantinopel tätig war.

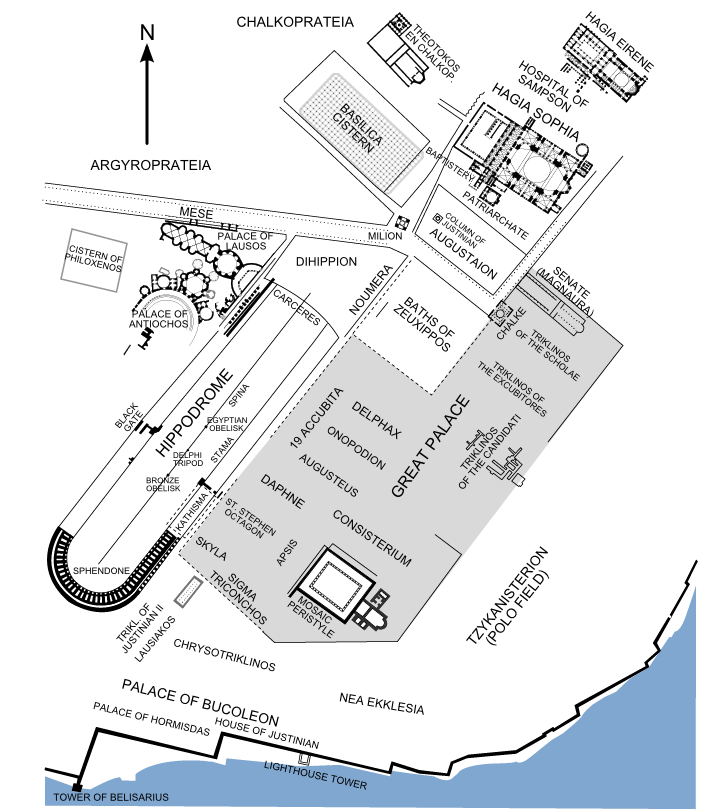
Lage der Zisterne unter dem Antiochos-Palast

Er erbaute unter Konstantin I. eine Zisterne, die heute noch erhalten ist und sich zwischen dem Lausos-Palast und dem Forum Constantini befindet. Die Zisterne ist heute unter dem Namen Zisterne des Philoxenos, Zisterne der 1001 Säulen oder Binbirdirek-Zisterne bekannt und befand sich wahrscheinlich unter dem Antiochos-Palast. Sie verfügt über 224 Säulen in 16 mal 14 Reihen, ist 64 × 56,4 Meter groß und hat ein Fassungsvermögen von etwa 40.000 m³.